# Џофри Чинеду
Џофри Чинеду Чарлс (енгл. Geoffrey Chinedu Charles; Лагос, 1. октобар 1997) нигеријски је фудбалер.

## Каријера
Чинеду је био члан Академије „Пат” у родној Нигерији. Отатле је отишао на територију Северног Кипра и приступио тамошњем Доган Турк Бирлигију. Касније је отишао у Дубаи и приступио тамошњем Ел Насру, а затим је постао члан албанског Скендербега. Међутим, убрзо је отишао у Чешку где је тренирао с младим играчима Теплица. Други део такмичарске 2016/17. провео је у екипи Бесе. Чинеду је током лета исте године потписао за Работнички. За ту екипу је у наредном периоду стандардно наступао. После две године проведене у Работничком, Чинеду је одишао у Румунију где је приступио тамошњем Турису из Турну Магурелеа. Крајем истог прелазног рока, отишао је у Олимпик из Доњецка. Неколико месеци касније прослеђен је Нарва Трансу, на позајмицу која је трајала до краја 2020. године. Током 2021. је био уступљен Лахтију док је за наредну сезону активирана откупна клаузула. Крајем 2022. године, Чинеду је постао фудбалер Радничког из Крагујевца.
Крајем фебруара 2024. остварио је инострани трансфер у Кину. Потписао је за тамошњег друголигаша, Љаонинг Тијерен, а према писању медија договорио је годишњу плату од 400 хиљада евра.